# Szalvia
A Szalvia a Szalviusz férfinév női párja.

## Gyakorisága
Az 1990-es években szórványos név, a 2000-es években nem szerepel a 100 leggyakoribb női név között.

## Névnapok
- január 11.[2]
- október 28.[2]

## Egyéb Szalviák
A zsálya latin neve is Salvia.